# Đồng công cứu chuộc
Đồng công cứu chuộc là một tước hiệu của Đức Maria. Điều này ám chỉ đến việc Đức Maria là người cộng tác với Đức Giêsu trong việc cứu độ nhân loại. Nó cũng có thể coi là một khía cạnh trong vai trò trung gian của Đức Maria.
Quan điểm Công giáo giải thích tước hiệu như sau: chẳng những Maria đã đồng ý trở thành Mẹ Thiên Chúa mà bà còn tự nguyện chấp nhận với những vất vả, khổ cực và cái chết của con mình để cứu độ nhân loại. Dù là Đấng đồng công cứu chuộc nhưng Đức Maria vẫn không thể có vai trò ngang bằng với Đức Kitô trong hoạt động cứu độ ấy. Vì chính Đức Maria cũng cần được cứu độ và quả thật bà đã được con của mình cứu. Chỉ một mình Đức Kitô là đáng công trong việc cứu độ con người. Nhờ sự chuyển cầu hữu hiệu của Đức Maria, những kẻ đã được Đấng Cứu Thế cứu một cách khách quan sẽ được thấy công trang của Đức Kitô áp dụng cho mình theo cách chủ quan.